# Ангу
Ангу (фр. Angous) насеље је и општина у југозападној Француској у региону Аквитанија, у департману Атлантски Пиринеји која припада префектури Олорон Сен Мари.
По подацима из 2011. године у општини је живело 112 становника, а густина насељености је износила 18,01 становника/km². Општина се простире на површини од 6,22 km². Налази се на средњој надморској висини од 177 метара (максималној 262 m, а минималној 133 m).

## Демографија
| 1962. | 1968. | 1975. | 1982. | 1990. | 1999. | 2011. |
| ----- | ----- | ----- | ----- | ----- | ----- | ----- |
| 196   | 158   | 151   | 129   | 121   | 111   | 112   |

График промене броја становника у току последњих година